# Nordians hög

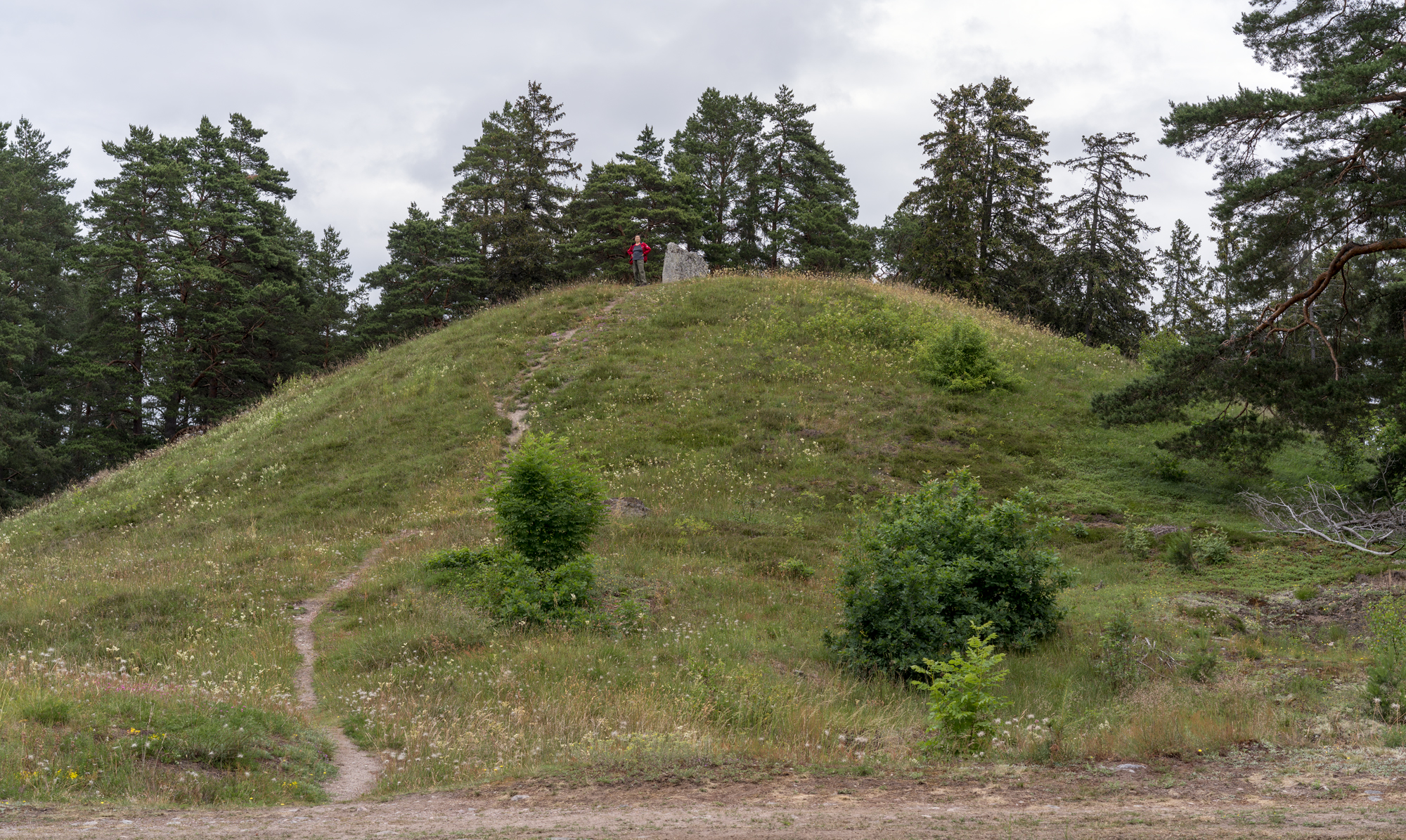
Nordians hög.

Nordians hög är en gravhög vid Åshusby i Norrsunda socken i Sigtuna kommun. Gravhögen är 50 meter i diameter och 12 meter hög. Den är en av Upplands större högar och en kungshög enligt Åke Hyenstrands terminologi. På toppen står en rest sten.
Högen är omgiven av ett större gravfält som omfattar 10 mindre högar, 152 runda stensättningar, 20 rektangulära stensättnigar, två treuddar, en skeppssättning, fem resta stenar. 10 av stensättningarna har centralt gravklot.
Inga gravar i gravfältet är utgrävda. Enligt Riksantikvarieämbetets informationsskylt är Nordians hög och omkringliggande gravhögar från tiden mellan 550 och 1050 e.Kr.